# Márcio Rodrigues
Márcio Rodrigues (São Paulo, 1978. december 20. –) brazil válogatott labdarúgó, ismert becenevén Magrão

## Nemzeti válogatott
A brazil válogatottban 3 mérkőzést játszott.

## Statisztika
| brazil válogatott | brazil válogatott | brazil válogatott |
| Időszak           | Mérk.             | gól               |
| ----------------- | ----------------- | ----------------- |
| 2004              | 2                 | 0                 |
| 2005              | 1                 | 0                 |
| Összesen          | 3                 | 0                 |